# 维勒施泰特
维勒施泰特（德語：Willerstedt，發音：[ˈvɪlɐˌʃtɛt]）是德国图林根州魏玛地区县曾经的一个市镇，面积6.71平方千米，2012年12月31日人口为293人。2013年12月31日，维勒施泰特与另外8个市镇合并为新市镇伊尔姆塔尔-魏恩施特拉瑟。